# Ted Meredith
James Edwin (Ted) Meredith (Chester Heights, 14 november 1891 - Camden (New Jersey), 2 november 1957) was een Amerikaans atleet.

## Biografie
Meredith won tijdens de Olympische Zomerspelen 1912 in het Zweedse Stockholm de gouden medaille op de 800 meter en de 4x400 meter estafette, op de 400 meter eindigde hij als vierde.

## Palmares

### 400 m
- 1912: 4e OS - 49,2
- 1920: HF OS - 50,4

### 4x400 m estafette
- 1912:  OS - 3.16,6
- 1920: 4e OS - 3.23,6

### 800 m
- 1912:  OS - 1.51,9

1912: Sheppard, Lindberg, Meredith, Reidpath ·
1920: Griffiths, Lindsay, Ainsworth-Davis, Butler ·
1924: Cochran, Helffrich, MacDonald, Stevenson ·
1928: Baird, Alderman, Spencer, Barbuti ·
1932: Fuqua, Ablowich, Warner, Carr ·
1936: Wolff, Rampling, Roberts, Brown ·
1948: Harnden, Bourland, Cochran, Whitfield ·
1952: Wint, Laing, McKenley, Rhoden ·
1956: Jenkins, Jones, Mashburn, Courtney ·
1960: Yerman, Young, G. Davis, O. Davis ·
1964: Cassell, Larrabee, Williams, Carr ·
1968: Matthews, Freeman, James, Evans ·
1972: Asati, Nyamau, Ouko, Sang ·
1976: Frazier, Brown, Newhouse, Parks ·
1980: Valiulis, Linge, Tsjernetski, Markin ·
1984: Nix, Armstead, Babers, McKay ·
1988: Everett, Lewis, Robinzine, Reynolds ·
1992: Valmon, Watts, Johnson, Lewis ·
1996: Harrison, Smith, Mills, Maybank ·
2000: Bada, Chukwu, Monye, Udo-Obong  ·
2004: Harris, Brew, Wariner, Williamson ·
2008: Merritt, Taylor, Neville, Wariner ·
2012: Brown, Pinder, Mathieu, Miller ·
2016: Hall, McQuay, Roberts, Merritt ·
2020: Cherry, Norman, Deadmon, Benjamin ·
2024: Bailey, Norwood, Deadmon, Benjamin
1896: Teddy Flack ·
1900: Alfred Tysoe ·
1904: Jim Lightbody ·
1908: Mel Sheppard ·
1912: Ted Meredith ·
1920: Albert Hill ·
1924: Douglas Lowe ·
1928: Douglas Lowe ·
1932: Tommy Hampson ·
1936: John Woodruff ·
1948: Mal Whitfield ·
1952: Mal Whitfield ·
1956: Tom Courtney ·
1960: Peter Snell ·
1964: Peter Snell ·
1968: Ralph Doubell ·
1972: Dave Wottle ·
1976: Alberto Juantorena ·
1980: Steve Ovett ·
1984: Joaquim Cruz ·
1988: Paul Ereng ·
1992: William Tanui ·
1996: Vebjørn Rodal ·
2000: Nils Schumann ·
2004: Joeri Borzakovski ·
2008: Wilfred Bungei ·
2012: David Rudisha ·
2016: David Rudisha ·
2020: Emmanuel Korir ·
2024: Emmanuel Wanyonyi